# تود روز
تود روز (بالإنجليزية: L. Todd Rose)‏ هو عالم نفس أمريكي، ولد في 28 نوفمبر 1974.